# Luca Beccari
Luca Beccari (ur. 29 października 1974 w San Marino) – sanmaryński polityk. Kapitan regent San Marino od 1 kwietnia do 1 października 2014 roku razem z Valerią Ciavattą. Mieszka w Serravalle i jest byłym urzędnikiem Banku Centralnego San Marino. Od 1993 roku był członkiem Chrześcijańsko-Demokratycznej Partii San Marino i w 2012 roku został członkiem Wielkiej Rady Generalnej.